# Егіль Естенстад
Егіль Естенстад (норв. Egil Østenstad, нар. 2 січня 1972, Гаугесун) — норвезький футболіст, що грав на позиції нападника.
Виступав на батьківщині за клуб «Вікінг» і у Британії за «Саутгемптон», «Блекберн Роверз», «Манчестер Сіті» та «Рейнджерс», а також національну збірну Норвегії, з якою був учасником чемпіонату світу.

## Клубна кар'єра
У дорослому футболі дебютував 1990 року виступами за команду клубу «Вікінг», в якій провів шість сезонів, взявши участь у 128 матчах чемпіонату. Більшість часу, проведеного у складі «Вікінга», був основним гравцем атакувальної ланки команди і одним з головних бомбардирів команди, маючи середню результативність на рівні 0,42 голу за гру першості і допоміг клубу виграти титул чемпіонат Норвегії в 1991 році.
3 жовтня 1996 року перейшов у «Саутгемптон». У Прем'єр-лізі дебютував 13 жовтня в матчі проти «Ковентрі Сіті» (1:1). Вже 26 жовтня в своїй третій грі він забив хет-трик у ворота «Манчестер Юнайтед» (6:3). У Саутгемптоні він створив атакувальний дует з Метью Ле Тісьє, і в перший сезон забив 9 голів. В наступних двох сезонах був основним гравцем, але з приходом Мар'янса Пахарса втратив місце на полі. За три роки у складі «святих» Естенстад забив 28 м'ячів у 96 матчах Прем'єр-ліги і ще п'ять м'ячів у 13 кубкових іграх. 
Через це 18 серпня 1999 року Естенстад перейшов у клуб Першого дивізіону «Блекберн Роверз», якому у сезоні 2000/01 допоміг повернутись в Прем'єр-лігу, хоча і частину того сезону провів в оренді в «Манчестер Сіті». Тим не менш після повернення перестав потрапляти в основний склад і за наступні два сезони забив лише один гол в 21 грі. 
30 серпня 2003 року перейшов у щотландський «Рейнджерс», де також надовго не затримався.
Завершив професійну ігрову кар'єру у рідному клубі «Вікінг», куди він повернувся 2004 року і захищав кольори до припинення виступів на професійному рівні у 2005 році.

## Виступи за збірну
1 серпня 1993 року дебютував в офіційних іграх у складі національної збірної Норвегії в товариському матчі проти Фарерських островів (7:0), в яких забив два голи у своєму дебютному матчі. 
У складі збірної був учасником чемпіонату світу 1998 року у Франції, де зіграв лише в матчі з Шотландією (1:1).
Протягом кар'єри у національній команді, яка тривала 13 років, провів у формі головної команди країни 18 матчів, забивши 6 голів.

## Титули і досягнення

### Командні
- Чемпіон Норвегії (1):

«Вікінг»: 1991

### Особисті
- Футболіст року у «Саутгемптоні»: 1997